# Manfred Grund (Politiker, 1936)

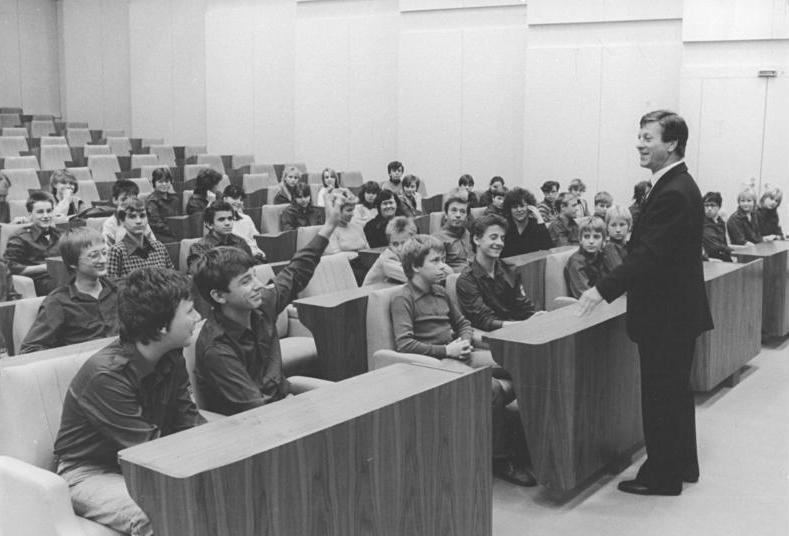
Manfred Grund mit Oberschülern bei einer Jugendweihestunde in der Volkskammer (1984)

Manfred Grund (* 21. Januar 1936 in Zehdenick; † 18. Dezember 2003) war ein deutscher Funktionär der DDR-Blockpartei LDPD. Er war Vizepräsident des Nationalrates der Nationalen Front der DDR.

## Leben
Grund, Sohn einer Arbeiterfamilie, besuchte die Oberschule und legte das Abitur ab. 1952 schloss er sich der FDJ an. Zwischen 1954 und 1956 erlernte er den Beruf des Maurers und studierte anschließend von 1956 bis 1957 an der TH Dresden. Während der Lehrausbildung und des Studiums war er Leiter einer FDJ-Gruppe. Von 1957 bis 1961 war er als Bauführer und Baubereichsleiter im VEB Bauhof Berlin-Treptow tätig. Von 1961 bis 1973 war er Meisterbereichsleiter sowie stellvertretender Vorsitzender und ab 1973 Vorsitzender der PGH Bau in Berlin-Mahlsdorf. Von 1963 bis 1967 besuchte er die Meisterschule, die er als Handwerksmeister abschloss. Von 1973 bis 1979 gehörte Grund dem Vorstand der Handwerkskammer Berlin-Lichtenberg an. 
1973 trat Grund der LDPD bei und war von 1974 bis 1979 Mitglied des LDPD-Kreisvorstandes Berlin-Lichtenberg. Von 1979 bis 1984 fungierte er als stellvertretender Vorsitzender des LDPD-Kreisverbandes Berlin-Marzahn. Ab 1984 war er Mitglied des LDPD-Bezirksvorstandes Berlin sowie von 1982 bis 1990 Mitglied des LDPD-Zentralvorstandes.
Von 1979 bis 1990 war Grund Vizepräsident des Nationalrates der Nationalen Front der DDR und von 1976 bis 1990 Abgeordneter der Volkskammer.